# Gedeon Barcza
Gedeon Barcza (Kisújszállás, 21 de agosto de 1911-Budapest, 27 de febrero de 1986) fue un jugador de ajedrez húngaro, que fue Gran Maestro Internacional desde 1954 y ocho veces campeón de Hungría.

## Biografía y carrera
Gedeon Barcza se trasladó a Debrecen para cursar estudios de Matemáticas. Más tarde, trabajó como profesor de matemáticas y física en un centro de enseñanza secundaria y, desde 1951, como periodista ajedrecístico en la principal revista de ajedrez húngara, Magyar sakkélet.

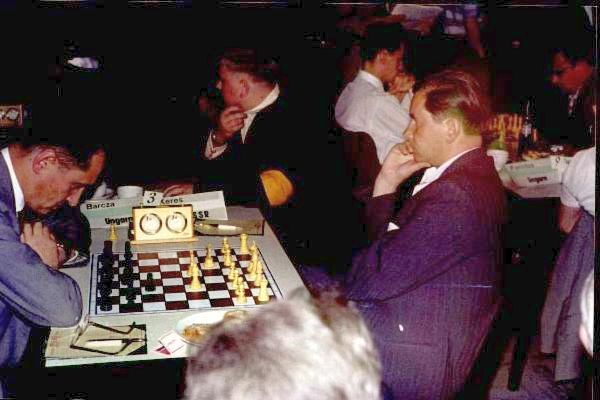
Gedeon Barcza (izq.) - Paul Keres en el Campeonato de Europa de 1961, celebrado en Oberhausen

Barcza ganó el campeonato nacional en ocho ocasiones entre 1942 y 1966 (en 1942, 1943, 1947, 1950, 1951, 1955, 1957 y 1958). En el extranjero, representó a su país en siete Olimpiadas de Ajedrez: 1952, 1954, 1956, 1958, 1960, 1962 y 1968. En las Olimpiadas logró una medalla de oro individual en el tercer tablero en 1954 y una medalla de bronce por equipos en 1956. En 1950 la FIDE le otorgó el título de Maestro Internacional y en 1954 el de Gran Maestro Internacional.
En torneos, quedó tercero en el Memorial Maróczy celebrado en Budapest en 1940 y que ganó Max Euwe frente a Milan Vidmar. En septiembre de 1942, quedó sexto en el Campeonato Europeo de Ajedrez Individual de Múnich, que ganó Alexander Alekhine. En 1948 terminó en segundo lugar en el torneo de Karlovy Vary, que ganó Jan Foltys, y posteriormente empató en el segundo y tercer puesto junto a Esteban Canal en el torneo de Venecia, que ganó Miguel Najdorf.
En 1950, empató en la segunda-cuarta posición en el torneo de Szczawno-Zdrój, que ganó Paul Keres. En 1952 participó en el Interzonal de Saltsjöbaden, donde fue decimoquinto. En 1957 ganó el torneo de San Benedetto del Tronto. En 1961 quedó tercero en Viena y en 1962 empató en los puestos tercero/sexto en Moscú. En 1962, empató en la decimocuarta-decimoquinta posición en el Interzonal de Estocolmo.
En las Olimpiadas de ajedrez por correspondencia de 1937-1939 y 1947-1952, Barcza llevó al equipo húngaro a la victoria. En 1941-42 consiguió el título de maestro húngaro de ajedrez por correspondencia.
Alcanzó su mejor puntuación Elo, 2683, en diciembre de 1951.

## Legado

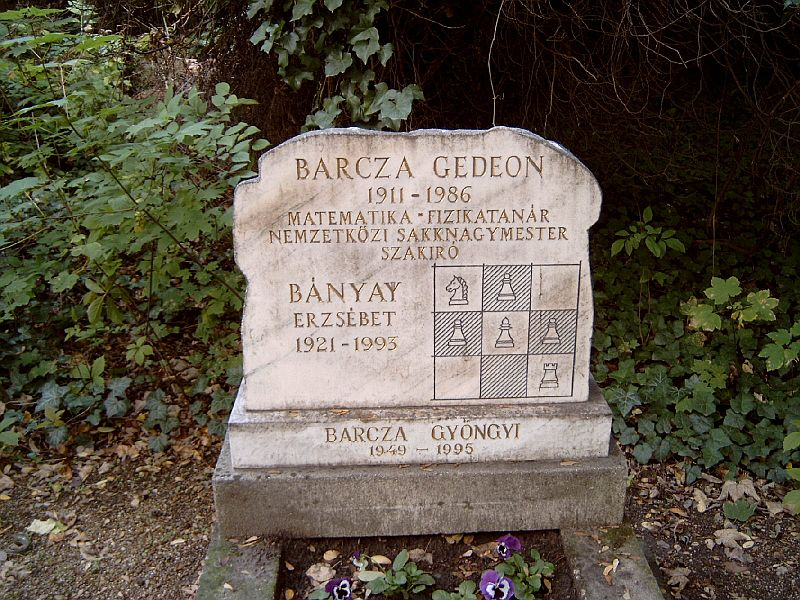
Lápida de Gedeon Barcza

Barcza era conocido por su estilo posicional. Se le recuerda por la apertura compuesta por las jugadas 1.Cf3, d5; 2.g3 y 3.Ag2 y conocida como el "sistema Barcza". En una ocasión, Harry Golombek comentó sobre Barcza: "es el jugador más versátil en las aperturas. Juega g2–g3 a veces en el primer movimiento, a veces en el segundo, a veces en el tercero, y a veces no lo hace hasta la cuarta jugada".

## Partidas notables
- Gedeon Barcza vs Harry Golombek, Interzonal de Suecia (18) 1952, defensa india de dama, sistema Spasski (E14), 1–0.
- Gedeon Barcza vs Lodewijk Prins, Interzonal de Suecia (14) 1952, apertura Zukertort, defensa del peón de dama (A06), ½–½
- Gedeon Barcza vs Robert James Fischer, Zúrich 1959, ataque indio de rey (A07), ½–½.